# Tomás Ariel Méndez
Tomás Ariel Méndez es un periodista nacido en la ciudad de Córdoba, Argentina.

## Biografía
Méndez fue productor y conductor de ADN Periodismo Federal, un programa de investigación periodística que se emitió en 2003 por el Canal 8 de Córdoba y recibió un Premio Martín Fierro a las Producciones 2003, y que fuera también emitido por la señal C5N cuando en 2018 recibió el Premio Democracia. Trabajó en Radio 10, donde tenía un ciclo diario.
En estos programas se denunciaba a funcionarios cordobeses.  Debido a estas investigaciones, Méndez denunció haber recibido amenazas. En 2017, debió vivir bajo custodia de gendarmería debido a estas amenazas por haber denunciado actividades relacionadas con el narcotráfico y por el que once miembros de la policía provincial de Córdoba fueron detenidos.Durante 2003 cambió el eje de su trabajo periodístico, volcándose a un formato de entrevistas a diversas figuras de la política y la cultura de Córdoba. Fue así como se emitió por primera vez el programa ADN, por Canal 8 de Córdoba. Esa labor le valió un reconocimiento nacional, al recibir el premio Martín Fierro Federal en el rubro periodístico.
En 2005 vio la luz un magacín deportivo en Canal 8 llamado Tsu Chu, donde compartía la conducción con Luis Fabián Artime, histórico goleador del Club Atlético Belgrano de Córdoba, quien se acababa de retirar de la actividad.
Un nuevo regreso de ADN se dio en 2006, otra vez por Canal 10. Méndez fue el primer periodista en exponer los vínculos de legisladores provinciales con el narcotráfico. Fue el caso de Liliana Juncos, legisladora del partido gobernante y con vínculos familiares con las principales organizaciones narco de la provincia. Además, investigó la muerte de dos niños a causa de venganzas narcos, uno de ellos fue el resonante caso de Danesa Carnero.
A lo largo de su carrera se enfrentó con los principales narcotraficantes de su provincia y en muchos casos sus aportes lograron que la Justicia avanzara con detenciones, procesamientos y condenas. Lo mismo sucedió con organizaciones dedicadas a la trata de personas y otros graves delitos que por lo general no eran investigados a fondo por la Justicia.
Durante el período de 2015–2019, fungió como concejal de la ciudad de Córdoba  y líder del espacio Vamos (anteriormente Movimiento ADN). Alianza Movimiento ADN Córdoba, que sacó el 20% de los votos.Se formó con la alianza política de Acción para el Cambio y el Frente Federal de Acción Solidaria.Más tarde se alió con el Partido Socialista.Esta alianza lo tuvo como candidato a intendente de la ciudad de Córdoba en 2015.
En una de sus investigaciones, Méndez y el equipo de ADN demostraron la vinculación estrecha del intendente de la ciudad de Paraná, Sergio Varisco, de la alianza Cambiemos, con el organizado en esa ciudad capital de la Provincia de Entre Ríos. La organización utilizaba los camiones recolectores de basura para hacer la entrega de drogas en toda la ciudad.  Varisco sería condenado por narcotráfico como miembro de una organización. Méndez fue el primer periodista en exponer los vínculos de legisladores provinciales con el narcotráfico. Fue el caso de Liliana Juncos, legisladora del partido gobernante y con vínculos familiares con las principales organizaciones narco de la provincia. Además, investigó la muerte de dos niños a causa de venganzas narcos, uno de ellos fue el resonante caso de Danesa Carnero. 
A lo largo de su carrera se enfrentó con los principales narcotraficantes de su provincia y en muchos casos sus aportes lograron que la Justicia avanzara con detenciones, procesamientos y condenas. Lo mismo sucedió con organizaciones dedicadas a la trata de personas y otros delitos que no eran investigados por la Justicia. Gracias a sus investigaciones, Sergio Varisco sería condenado el 30 de diciembre de 2019 fue condenado a seis años y medio de prisión como "partícipe necesario" del delito de comercialización de estupefacientes, lavado de dinero y narcotráfico junto a otros 25 referentes de Cambiemos a nivel provincial.
En 2023 volvió con ADN a la pantalla de Canal 9 los sábados a las 22 horas, esta vez con invitados. También con una sección de humor dentro del programa llamada "El Sifonazo". También comenzó un ciclo de stream este mismo año en el canal de YouTube del portal de noticias Diario de 11 a 12hs. 
En un informe televisivo emitido sobre el coronavirus por el canal C5N, emitió dichos antisemitas las afirmaciones vertidas por el periodista.Méndez pidió disculpas.
En el año 2023, el periodista Tomás Méndez divulgó, en el marco de una causa por abuso contra el economista Carlos Melconian en su programa de Canal ExtraTV, audios de Melconian cuando era presidente del Banco Nación durante el macrismo, en los que ofrecía cargos públicos a cambio de favores sexuales. Estos audios generaron debate en las redes sociales. Patricia Bullrich, candidata a la presidencia, afirmó al principio que eran falsos, pero una semana después admitió la veracidad de los mismos pero señaló que estaban editados, tras nuevas denuncias por acoso y abuso contra el protegido de Bullrich está dio a entender que sí eran de Melconian y garantizo su apoyo al economista.

## Distinciones
- Martín Fierro Federal (Periodístico, 2003)
- Premio Democracia (Periodismo Audiovisual, 2018)